# ヨアヌ・ウィサ
ヨアヌ・ウィサ（Yoane Wissa, 1996年9月3日 - ）は、フランス・エピネイ＝スー＝セナール出身のサッカー選手。ブレントフォードFC所属。コンゴ民主共和国代表。ポジションはFW。

## 経歴
ユース時代のポジションはゴールキーパーだったが、その後ミッドフィルダーを経てフォワードにコンバートされた。LBシャトールーでプロデビューを果たし、2016年夏にアンジェSCOに移籍する。2016年11月19日のスタッド・レンヌ戦でデビュー。
2021年8月10日、プレミアリーグに昇格したブレントフォードFCに4年契約で移籍した。

### 代表歴
2020年9月22日にコンゴ民主共和国代表に初招集され、ブルキナファソ代表戦でデビューした。

## タイトル
ロリアン
- リーグ・ドゥ: 2019-20